# Alberto Gonzales
Alberto Remora Gonzales, född 4 augusti 1955 i San Antonio, Texas, är en amerikansk jurist och republikansk politiker. Han var USA:s justitieminister 3 februari 2005–17 september 2007. 
Gonzales handplockades i november 2004 av president Bush till att bli ny justitieminister och tillträdde posten i februari 2005. Gonzales var tidigare statsåklagare i hemstaten Texas och Bushs personlige juridiske rådgivare. Gonzales, som har mexikanskt påbrå, blev som justitieminister den högst rankade latinoamerikanen någonsin i USA:s regering.
Gonzales föddes i San Antonio, Texas men växte upp i Humble, nära Houston. Han var det andra av de åtta barn som Pablos and Maria Gonzales fick tillsammans. Hans far, som dog 1982, arbetade som byggnadsarbetare. Båda hans föräldrar var barn till invandrare från Mexiko och de hade mycket knapp utbildning.
Gonzales har varit gift två gånger. Han skilde sig från sin första fru, Diane Clemens, 1985 och gifte sig sedan med Rebecca Turner Gonzales som han har tre barn tillsammans med.

## Utredningar
Kongressen utreder varför åtta federala åklagare sparkades av justitieminister Gonzales under år 2006. Gonzales anklagas för att ha haft politiska motiv när han gav order om avskedandena. 
I utredningen figurerar också en av president Bushs närmaste rådgivare och strateg, Karl Rove